# Fresnillo de Trujano
Fresnillo de Trujano là một đô thị thuộc bang Oaxaca, México. Năm 2005, dân số của đô thị này là 852 người.